# JP-8
El JPo JP8 (del inglés Jet Propulsion o propulsión para reactores) es un combustible derivado del queroseno. Se desarrolló para sustituir al JP-4 debido a que era menos inflamable y volátil, por lo que mejoraba la seguridad y la supervivencia en combate. La Fuerza Aérea de los Estados Unidos sustituyó totalmente el JP-4 por JP-8 en el otoño de 1996. La Armada de los Estados Unidos usa una fórmula similar al JP-8: el JP-5.
El JP-8 se empezó a usar en base de la OTAN en 1978 y se espera que se utilice hasta 2025. La designación OTAN es F-34 y se especifica en el British Defence Standard 91-87 y MIL-DTL-83133. Existe un aditivo para mejorar su acción, el JP-8+100 (F-37)
La aviación comercial usa una mezcla similar conocida como Jet-A, si bien el JP-8 incluye inhibidores de corrosión y congelación así como lubricantes y agentes antiestáticos.
El JP-5 tiene un punto de inflamabilidad superior al JP-8, pero su elevado coste limita su uso a portaaviones.
Si bien el JP-8 tiene menos benceno (un cancerígeno) y menos n-hexano (una neurotoxina) que el JP-4, su olor es mucho más fuerte y tiene un tacto aceitoso. Los trabajadores se han quejado de oler y saborear a JP-8 durante horas después de su exposición al combustible. Al ser menos volátil, el JP-8 permanece durante más tiempo en las superficies contaminadas.